# 罗耶·斯托纳
罗耶·斯托纳（英語：Rojé Stona，1999年2月26日—），牙买加男子田径运动员，2019年北美U23田径锦标赛男子铁饼金牌得主、2021年北美U23田径锦标赛男子铁饼银牌得主、2024年夏季奥林匹克运动会男子铁饼金牌得主，亦以70.00米刷新男子鐵餅奧運紀錄。